# الحمراء (لحج)
الحمراء هي إحدى قرى الجمهورية اليمنية. وهي تتبع جغرافيًا لمحافظة لحج. وإداريًا لمديرية تبن. يبلغ تعداد سكانها 2903 نسمة حسب الإحصاء الذي جرى عام 2004.